# Daniel Lima
Daniel dos Santos Lima (Timbaúba, 2 de maio de 1916 - Recife 14 de abril de 2012), conhecido como Daniel Lima, foi um sacerdote católico e poeta brasileiro.
Foi diretor da Gazeta de Nazaré, um jornal literário de Recife, durante mais de 20 anos, além de lecionar psicologia e filosofia na Universidade Federal de Pernambuco (UFPE).
Até 2011, havia escrito 27 livros, sendo 13 de poesia e 14 de filosofia, que manteve inéditos. Recusava-se a publicar as obras até que uma de suas alunas no curso de Estética da UFPE levou os originais de Poemas para a Companhia Editora de Pernambuco (Cepe), cujo conselho editorial ela integrava. A editora publicou o livro, que conquistou o primeiro lugar no Prêmio Alphonsus de Guimarães da Fundação Biblioteca Nacional. Faleceu em Recife, no dia 14 de abril de 2012, por complicações decorrentes de uma pneumonia, às vésperas de completar 96 anos de idade.

## Obras publicadas
- Poemas (CEPE, 2011)
- Sonetos Quase Sidos (CEPE, 2013)